# Reynosa (municipalité)
La municipalité de Reynosa  est l'une des 43 municipalités de l'État de Tamaulipas, et est située dans la partie nord de cet État. Située à l'ouest du golfe du Mexique, elle appartient au bassin versant du fleuve Río Grande, qui marque la frontière entre les États-Unis et le Mexique. Elle est également limitrophe à l'ouest de l'État mexicain de Nuevo León. Elle appartient à la "Zona metropolitana de Reynosa-Río Bravo", qui regroupe autour de la ville de Reynosa les secteurs faisant partie de sa sphère d'influence. Son chef-lieu est la ville éponyme de Reynosa. Elle dépend de la région Norte, qui est une des 6 subdivisions administratives de l'État de Tamaulipas.

## Géographie
La municipalité de Reynosa s'étend du nord au sud en prenant appui sur la rive sud du fleuve Río Grande, appelé au Mexique Río Bravo, et est traversée au nord et au sud par de petits affluent du Río Grande. Établie dans sa plaine alluviale, son altitude oscille entre 50 et 300 mètres. Son chef-lieu, la ville éponyme de Reynosa, se trouve dans la partie nord de son territoire, sur la rive sud du fleuve Río Grande, à une altitude de 38 mètres, et est traversée par un affluent du Río Grande, nommé Arroyo Piedritas. Son territoire couvre une superficie de 3156,34 km², et était peuplé en 2020 de 704 767 habitants.
Cette municipalité fait partie de la Zona metropolitana de Reynosa-Río Bravo (es), regroupant les municipalités de Reynosa et de Río Bravo.
Cette municipalité dépend de la région Norte, appelée aussi Región Fronteriza, qui est une des 6 subdivisions administratives de l'État de Tamaulipas, et regroupe les municipalités de Nuevo Laredo, Guerrero, Mier, Miguel Alemán, Camargo, Gustavo Díaz Ordaz, Reynosa, Río Bravo, Valle Hermoso et Matamoros.
Elle est limitrophe au nord, aux États-Unis, du comté texan d'Hidalgo, à l'ouest, dans l'État de Tamaulipas, de la municipalité de  Gustavo Díaz Ordaz, puis dans l'État de Nuevo León, de celles de General Bravo et de China, au sud, à nouveau dans l'État de Tamaulipas, de celle de Méndez, et à l'est de celle de Río Bravo.

## Composition et démographie
La municipalité était composée en 2010 de 838 localités.
| Localité                       | Population |
| ------------------------------ | ---------- |
| Reynosa                        | 507 998    |
| Alfredo V. Bonfil (Periquitos) | 2 068      |
| Los Cavazos                    | 1 956      |
| Vamos Tamaulipas               | 980        |

En plus de l'espagnol, plusieurs langues amérindiennes sont parlées dans la municipalité, dont les principales sont par ordre d'importance : le nahuatl, le totonaque, le huastèque, le tzotzil, le zapotèque, et dans une moindre mesure le zoque, le mazatèque, le tepehuan et le ch'ol.

## Histoire
La région de Reynosa connaît une première exploration européenne en 1686, lorsqu'une expédition ordonnée par Agustín Echeverz y Zuvízar, gouverneur de la province de Nuevo Reino de León parvient sur les hauteurs dominant la ville actuelle.
La ville de Nuestra Señora de Guadalupe de Reynosa est fondée le 14 mars 1749 par José de Escandón, dans le cadre de la création et de la colonisation de la province de Nouvelle-Santander, qui s'étala de 1748 à 1755,. Lors d'un recensement effectué en 1757, la ville comptait 280 habitants. Mais des crues destructrices du fleuve Río Grande vont contraindre en 1802 à son déplacement ; la ville comptait alors 1631 habitants. L'église Nuestra Señora de Guadalupe est édifiée entre 1810 et 1815.
En 1811 et en 1815, la ville connaît des troubles liés à la Guerre d'indépendance du Mexique. Elle occupée par l'armée américaine en 1846, dans le contexte de la Guerre américano-mexicaine, dont l'enjeu est le contrôle des territoires situées au-delà du Río Grande.
En 1926, Reynosa accède au statut de ville (ciudad).

## Économie

### Agriculture et élevage
La municipalité se trouve dans une région irriguée, dont les eaux sont prélevées sur le Río Grande, avec notamment le canal d'Anzaldúas.

### Industrie
La ville de Reynosa comprend de nombreuses zones industrielles, dont des infrastructures pétrolières appartenant à la compagnie publique Pemex.

## Transports
La ville de Reynosa est desservie par l'Aéroport international Général Lucio Blanco.